# On the Right Track
 (juin 2024).
Si vous disposez d'ouvrages ou d'articles de référence ou si vous connaissez des sites web de qualité traitant du thème abordé ici, merci de compléter l'article en donnant les références utiles à sa vérifiabilité et en les liant à la section « Notes et références ».
Pour plus de détails, voir Fiche technique et Distribution.
On the Right Track est un film américain réalisé par Lee Philips, sorti en 1981.

## Fiche technique
- Titre original : On the Right Track
- Réalisation : Lee Philips
- Scénario : Jim Begg et Ronald Jacobs
- Musique : Arthur B. Rubinstein
- Pays d'origine :  États-Unis
- Sociétés de production : 20th Century Fox
- Genre : Comédie romantique
- Durée : 97 minutes
- Date de sortie : 6 mars 1981 (et plus tard dans différentes villes)

## Distribution
- Gary Coleman : Lester
- Maureen Stapleton : Mary la dame au sac
- Norman Fell : le maire
- Michael Lembeck : Frank Biscardi
- Lisa Eilbacher : Jill Klein
- Bill Russell : Robert
- Herb Edelman : Sam
- Nathan Davis : Mario
- Fern Persons : la dame aux fleurs
- Mike Genovese : Louis
- Harry Gorsuch : Harry
- Page Hannah : Sally
- Jami Gertz : la grande fille
- Chelcie Ross : la cliente

## Distinctions
- 2 prix nommés aux Razzie Awards en 1982 :
  - Pire acteur (Gary Coleman)
  - Pire révélation (Gary Coleman)